# جورج ديكسون
جورج ديكسون (بالإنجليزية: George Dixon)‏ هو عازف جاز أمريكي، ولد في 8 أبريل 1909 في نيو أورلينز في الولايات المتحدة، وتوفي في 1 أغسطس 1994 في شيكاغو في الولايات المتحدة.

## وصلات خارجية
- جورج ديكسون على موقع ميوزك برينز (الإنجليزية)
- جورج ديكسون على موقع أول ميوزيك (الإنجليزية)
- جورج ديكسون على موقع ديسكوغز (الإنجليزية)